# Escrita cursiva romana
A escrita cursiva romana foi usada durante todo o período romano sob duas modalidades que constituem dois tipos de escrita totalmente diferentes: a cursiva mais antiga (séculos I a III) formada por caracteres maiúsculos e uma escrita composta por letras minúsculas que se desenvolve a partir do século III.

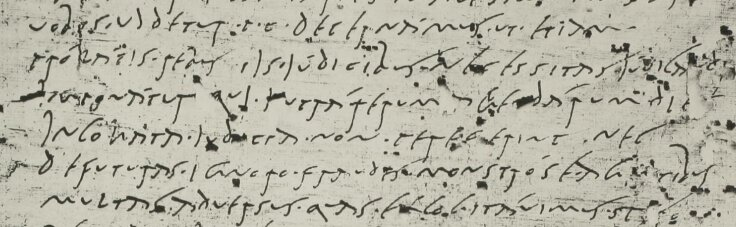
Fragmento de papiro escrito com cursiva romana antiga com extratos de discursos pronunciados ao Senado sob o reinado de Cláudio:
uobis · ujdetur · p · c · décernám[us · ut · etiam]
prólátis · rebus ijs · júdicibus · n[ecessitas · judicandj]
imponátur quj · jntrá rerum [· agendárum · dies]
jncoháta · judicia · non · per[egerint · nec]
defuturas · ignoro · fraudes · m[onstrósa · agentibus]
multas · aduersus · quas · exc[ogitáuimus]...

A antiga cursiva romana, ou capitular cursiva, era um tipo de escrita especializado que se aprendia no segundo nível do sistema de ensino romano, frente à capitular que se ensinava no nível elementar. Era, portanto, uma modalidade gráfica característica de determinados profissionais ou de pessoas que superaram os níveis mais elementares da educação romana. Assim, a cursiva antiga foi a escrita característica da burocracia, enquanto a capitular era usada como uma escrita de aparelho para usos solenes e para tudo o que se queria outorgar difusão. Por exemplo, enquanto os originais das leis municipais que se guardavam nos arquivos estavam escritos em cursiva sobre papiro, quando tais leis se dispunham para conhecimento público eram copiadas em capitular sobre placas de bronze que se cravavam nos muros dos principais edifícios públicos.
As centenas de tabuinhas procedentes de Vindolanda (Inglaterra) são um exemplo do uso especializado da escrita cursiva feita, neste caso, para a administração militar de uma fortificação romana.
No século II a.C. o autor teatral Plauto, na sua obra Pseudolus, faz a seguinte alusão à dificuldade para ler uma escrita de execução rápida como era a cursiva antiga:
| Latim | Tradução: |
| Calidorus: Cape has tabellas, tute hinc narrato tibi quae me miseria et cura contabefacit. Pseudolus: Mos tibi geretur. Sed quid hoc, quaeso? Calidorus: Quid est? Pseudolus: Ut opinor, quaerunt litterae hae sibi liberos: alia aliam scandit. Calidorus: Ludis iam ludo tuo? Pseudolus: Has quidem pol credo nisi Sibylla legerit, interpretari alium posse neminem. Calidorus: Cur inclementer dicis lepidis litteris lepidis tabellis lepida conscriptis manu? Pseudolus: An, opsecro hercle, habent quas gallinae manus? Nam has quidem gallina scripsit. | Toma esta tabuinha, assim verás por ti mesmo a miséria e a preocupação que me consume. Farei-o por ti. Mas, o que é isto? Pergunto. Que acontece? Em minha opinião, parece que estas letras querem ter filhos: montam-se umas sobre outras. Estás-te a burlar de mim? A sério, por Pollux acho que a menos que a Sibila possa ler estas letras, ninguém poderá entendê-las. Por que criticas estas encantadoras letras escritas sobre tão encantadora tabuinha por uma mão encantadora? Por Hércules te o rogo, as galinhas acaso têm mãos? Pois apenas uma galinha pôde escrevê-la. |
| Plauto, Pseudolo, 21-30 | |

A cursiva romana antiga possui um alfabeto que evoluiu desde a capitular romana como demonstrou Jean Mallon em 1952. A morfologia do seu alfabeto é diferente ao da capitular, devido à simplificação e esquematização que ocorre ao executar a escrita a grande velocidade.

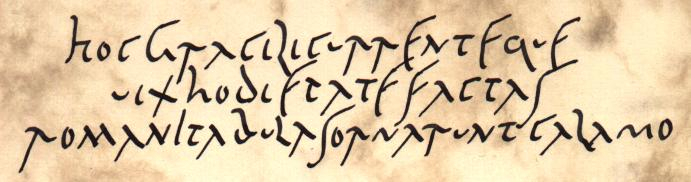
Recriação de um texto escrito com cursiva maiúscula romana segundo o modelo das tabuinhas de Vindolanda, Transcrição:
“Hoc gracili currenteque / vix hodie patefatas / Romani tabulas ornarunt calamo” (“Com esta grácil caneta os romanos decoravam as tabuinhas com escrita, que apenas hoje viram a luz.”).

## Cursiva romana nova
A cursiva romana nova, também denominada minúscula cursiva ou cursiva romana final, foi usada do século III até o século VII aproximadamente. Este tipo de escrita, com a uncial e a semiuncial romanas, serão a base que permitirá a aparição na Antiguidade Tardia das escritas características dos primeiros reinos bárbaros, como por exemplo a visigótica (na Hispânia e na Septimânia), a merovíngia (atual França), a rética (atual Suíça), a beneventana e a longobarda (península Itálica), etc.